# PGC 6580
LEDA/PGC 6580, auch UGC 1255, ist eine Spiralgalaxie vom Hubble-Typ Sdm im Sternbild Widder auf der Ekliptik. Sie ist schätzungsweise 237 Millionen Lichtjahre von der Milchstraße entfernt und hat einen Durchmesser von etwa 85.000 Lichtjahren. Vom Sonnensystem aus entfernt sich das Objekt mit einer errechneten Radialgeschwindigkeit von näherungsweise 5.200 Kilometern pro Sekunde.
Sie ist Teil der 17 Mitglieder zählenden Lyons Groups of Galaxies LGG 31 um  NGC 673. 

## Galaktisches Umfeld
| Nr. | Galaxie          | Alternativname          | Rek           | Dek           | Distanz/asec |
| --- | ---------------- | ----------------------- | ------------- | ------------- | ------------ |
| →   | LEDA/PGC 6580    | UGC 1255                | 01h47m37.21   | +11d20m38.2   | 0            |
| 1   | LEDA/PGC 4126718 | NSA 130399              | 01h47m35.60s  | +11d28m08.0s  | 450.61       |
| 2   | LEDA/PGC 212831  | 2MASX J01465614+1126184 | 01h46m56.13s  | +11d26m18.6s  | 694.03       |
| 3   | LEDA/PGC 6531    | NSA 130378              | 01h46m50.791s | +11d24m05.57s | 713.36       |
| 4   | LEDA/PGC 1394419 | 2MASX J01470213+1129274 | 01h47m02.12s  | +11d29m27.2s  | 738.82       |
| 5   | LEDA/PGC 1391371 | 2MASX J01463881+1117033 | 01h46m38.82s  | +11d17m03.1s  | 885.03       |
| 6   | NGC 673          | LEDA/PGC 6624           | 01h48m22.440s | +11d31m16.71s | 922.91       |
| 7   | LEDA/PGC 212835  | 2MASX J01483191+1129476 | 01h48m31.92s  | +11d29m47.6s  | 974.22       |